# Naoya Fuji
Naoya Fuji (japanisch 藤 直也 Fuji Naoya; * 31. Mai 1993 in Niihama) ist ein japanischer Fußballspieler.

## Karriere
Fuji erlernte das Fußballspielen in der Jugendmannschaft von Ehime FC. Seinen ersten Vertrag unterschrieb er 2012 bei Ehime FC. Der Verein spielte in der zweithöchsten Liga des Landes, der J2 League. Für Ehime absolvierte er 38 Ligaspiele. 2017 wechselte er zum Lavenirosso NC.